# Michael Wright (basket-ball)
Pour les articles homonymes, voir Michael Wright et Wright.
Michael Wright, est un joueur américano-turc de basket-ball, né le 7 janvier 1980 à Chicago et mort le 10 novembre 2015 à New York,. Wright mesure 2,03 m et évolue au poste d'intérieur. Naturalisé turc en 2010, il est connu dans ce pays sous le patronyme Ali Karadeniz.

## Biographie
Wright remporte la médaille d'or au championnat des Amériques junior en 1998 avec l'équipe des États-Unis (championnat à Puerto Plata, République dominicaine) puis la médaille d’argent au championnat du monde junior de basket-ball en 1999 à Lisbonne.
Après avoir joué dans le club universitaire des Wildcats de l'Arizona, Michael Wright est sélectionné lors de la draft 2001 de la NBA par les Knicks de New York (2e tour, 39e choix).
Il passe cinq saisons en Europe de 2001 à 2006 avant de partir en Corée du Sud où il se blesse en octobre 2006 (entorse de la cheville).
Il signe ensuite à Pau-Orthez pour la saison 2006-2007.
Le 10 novembre 2015, Wright est retrouvé mort assassiné dans sa voiture.

### Clubs successifs
- 1998-2001 :  Wildcats de l'Arizona (NCAA I)
- 2001-2002 :  Śląsk Wrocław (PLK)
- 2002-2003 :  CB Grenade (Liga ACB)
- 2003-2004 :  Hapoël Tel-Aviv (Ligat HaAl)
- 2004-2005 :  ALBA Berlin (BBL)
- 2005-2006 :  Beşiktaş JK (TBL)
- 2006-2007 : 
  -  Jeonju KCC Egis (KBL)
  -  Élan béarnais Pau-Orthez (Pro A)
- 2007-2009 :  Turk Telekom (TBL)
- 2009-2010 :  Turów Zgorzelec  (PKL)
- 2010-2011 :  Trabzonspor BK (TBL)
- 2011-2012 :  Turk Telekom (TBL)
- 2012-2014 :  Mersin BŞB (TBL)
- 2015 :  Cholet Basket (Pro A)

### Palmarès

#### Club
- Champion de Pologne en 2002
- Champion de la Pac10 en 2000
- Vainqueur de la Coupe de France : 2007

#### Sélection nationale
- Championnat du monde masculin de basket-ball
  - Participation au Championnat du Monde des 18 ans et moins en 1999 au Portugal
- Championnat des Amériques
  - Participation au Championnat des Amériques juniors en 1998 en République dominicaine
- autres
  - International américain des 18 ans et moins de 1997 à 1999

#### Distinctions personnelles
- Participation au All-Star Game turc 2006
- Participation au All-Star Game allemand 2005
- Participation au All-Star Game de la FIBA Europe League en 2004 et 2005
- Nommé MVP du All-Star Game de la FIBA Europe League en 2004
- Nommé dans l'Equipe All-Star de la Ligue israélienne en 2003
- Nommé MVP de la Finale de la Ligue polonaise en 2002
- Nommé dans la NCAA I All-American 3rd Team en 2001
- Nommé dans la All-Pac-10 Team en 2001
- MVP du Maui Invitational en 2000